# ミッキー安川
ミッキー安川（ミッキーやすかわ、1933年〈昭和8年〉2月10日 - 2010年〈平成22年〉1月18日）は、日本のタレント・ラジオパーソナリティ・随筆家・実業家。本名：安川 実（やすかわ みのる）。

## 来歴

### 生い立ち
神奈川県横浜市中区本牧出身。父親は横浜市の富岡海岸で漁業権を管理していた網元であり、漁業以外にも多くの副業を営む事業家であった。また、遡ると房総半島の片貝海岸辺りで代々漁師を営んでいた家でもあったという。第二次世界大戦中は素行の悪さから学童疎開を拒否され、当時敵国籍の子弟を預かっていた中区山手にあるセント・ジョセフ・インターナショナル・カレッジへ一緒に入れられた。

### アメリカへ
横浜高等学校を経て、1952年6月に単身渡米。シンシナティ大学に入学した。しかし英語力の問題から一旦、自主退学させられた。その後テネシー州マウンテン市の知人の家に身を寄せ、小学校4年生のクラスに編入して英語を2ヶ月間学ぶ。
後に同市のハイスクールの3年次編入を経て、ジョンソン市のイーストテネシー州立大学に聴講生として入学。まもなく陸上競技の長距離選手として優勝し、この功績により本科生として受け容れられた上に、学費や寮費の免除を認められる。
人種差別が色濃く残る南部地方の習俗に揉まれ、研鑽を積む。安川自身は180cmの大柄な体格をしており、アメリカ人を相手に喧嘩に明け暮れていた。1954年に、カリフォルニア州のサンディエゴ市立大学 に転校。同大学の卒業所要単位を4単位ほど残したままアリゾナ州フェニックスの貿易大学院に入学。しかし授業料の3分の1しか払えなかったため中退を余儀なくされ、学位は取得していない。なおこの貿易大学院とは、所在地等からしてAmerican Institute for Foreign Trade、現在のサンダーバード国際経営大学院であると思われる。

### 芸能界へ
1956年に帰国。日本では貿易商社勤務を経て、小劇場での寸劇出演を機に「安川兵六（ひょうろく）」名義で日劇ミュージックホールよりコメディアンとして活動を始める。1959年には、映画『花嫁さんは世界一』（新藤兼人監督・東京映画製作・東宝配給）で俳優デビューを果たす。以降は日本国外での豊富な経験を生かし、俳優や司会を務めるタレントとして活動。
テレビ東京の『TVフォーカス』では、事件現場にすぐさま直行して取材する名物リポーターとしても活躍。同局では、他にロスアンゼルス・サンダーバードチームの『ローラーゲーム』の実況やゴルフ番組の解説を担当する。
また、日本テレビの『ルックルックこんにちは』や放送開始当初の『朝まで生テレビ!』のゲストコメンテーターとして活躍のほか「ロス疑惑」では、その英語力を活かしてレポーターとして活動した。またタレントを行う傍ら、東急東横線綱島駅前に「ミッキーラーメン」を開業 するなど、実業家の一面も見せていた。
石原裕次郎や兄で作家の石原慎太郎をはじめ、ジェリー藤尾・ハナ肇・ジミー時田・ウィリー沖山・浅香光代・小野ヤスシなど幅広い交友関係を持っていた。なおアール・エフ・ラジオ日本の番組『マネースポーツ』・『勝ち組ビジネス』などのパーソナリティを務めていたタレント・実業家のマット安川（本名：安川昌之）は長男である。

### 晩年
2009年12月20日に『ミッキー安川の雑オロジー』放送へ入る直前、体調不良を訴えてこの日の出演を取り止めた。この際はミッキーの長男であるマット安川を代役としてパーソナリティを担当する。最後となった生放送は12月18日の『スーパーフライデー』である。
同年12月23日に実施された『ミッキー安川ディナーショー』当日の午後、肺炎のために自宅から病院に搬送されてそのまま入院。翌年の2010年1月18日午後2時55分、肺炎のため死去した。76歳没。葬儀は横浜市戸塚区の親縁寺で催され、鳩山由紀夫首相夫妻や石原慎太郎東京都知事・平沢勝栄・小松政夫・高見山大五郎・浅香光代・ジェリー藤尾など各界から多くの著名人を含め、700人が参列した。

## ラジオ番組
アール・エフ・ラジオ日本のミッキー安川の「勝負」シリーズ等で毎回政治家や評論家を相手に、歯に衣着せぬ物言いで政治・思想・経済観まで彼の独自の経験から、縦横無尽に語ることでも知られた人物であった。
ミッキーの親友であった石原慎太郎が以前語ったところによると「人の話を聞かず口は良くないが、人情家で性格は悪くなかった」という。ラジオ番組の中では政治や世相に痛烈批判をして憤る場面もあったが、その正反対に涙もろい所もあった。夜の番組では「今の日本（または政治家・日本人）は情けないよなぁ〜」と嘆き、感極まって涙を流す場面もあった。その際は女性アシスタントを中心に番組が進行していった。

## 嗜好
好きな食べ物は、Tボーンステーキ、プライム・リブズ、温州みかん、そして博多ラーメン、とんかつ、カレーライス、カレーうどんなど。横浜中華街にも好みの店があったという。
コーヒーは軽いローストのもの、およびバニラのフレーバード・コーヒーを愛好していた。

## 主な出演作品

### テレビドラマ
- コメディフランキーズ 第19回「純愛ロマンス 静と義経」（1963年、TBS）[10]
- どんちょう（1965年、TBS）
- ああ大根部隊（1965年、TBS）
- 質問あり 第3回（1965年、CX）
- 夫婦百景 第2期（1966年、NTV）
- 泣いてたまるか （TBS・国際放映）
  - 第19話「豚とマラソン」（1966年）
  - 第43話「先生ニッポンへかえる」（1967年）
- ああ夫婦 第31回（1967年、TBS）
- 平四郎危機一発 第2話「水中の決闘」（1967年、TBS・国際放映 / 東宝）
- ウルトラセブン 第45話「円盤が来た」（1968年、TBS / 円谷プロ） -「増田屋」の主人・重さん
- 陽気なマッケイ（1968年、NHK）
- 東芝日曜劇場 第659回「暑中お見舞い申し上げます」（1969年、ABC）
- 独身のスキャット（1970年、TBS / 円谷プロ）- 玉男 [11]
- 天下堂々 第9話「誰を怨めば良いのでしょうか」（1973年、NHK）
- ロマンス（1984年、NHK） - チャリー・丹海

### その他テレビ番組
- TVフォーカス〜NEWSだけがNEWSじゃない〜（テレビ東京）
- 浅草橋ヤング洋品店（テレビ東京）
- A女E女（フジテレビ）
- ミッキー安川の真剣勝負!（BS朝日）[12]
- リングの魂（テレビ朝日）
- ルックルックこんにちは（日本テレビ）
- 朝まで生テレビ!（テレビ朝日）
- ビートたけしのTVタックル（テレビ朝日）
- 家元ショー！！ダダダダッ談志ダ！（日本テレビ）

その他

### 映画
- 花嫁さんは世界一（1959年、東宝）※監督 ：新藤兼人[13]
- パイナップル部隊（1959年、松竹）
- 黄色いさくらんぼ（1960年、東宝）
- 大穴（1960年、松竹）
- 遠い一つの道（1960年、東宝）
- にっぽん実話時代（1963年、東宝）
- 現代っ子（1963年、日活）
- 狼の王子（1963年、日活）
- 続・拝啓天皇陛下様（1964年、松竹）
- 男なら振りむくな（1967年、松竹）
- 裏切りの暗黒街（1968年、東映）
- 恋の季節（1969年、松竹）
- クレージーの大爆発（1969年、東宝・渡辺プロダクション）※出演 ハナ肇・植木等 ほか
- 野蛮人のネクタイ（1969年、日活）
- 太陽の野郎ども（1969年、松竹）※ 出演 目黒祐樹・香山美子 ほか
- ハレンチ学園（1970年、日活）
- 喜劇 男の子守唄（1972年、松竹）
- にっぽん三銃士 おさらば東京の巻（1972年、東宝）※監督：岡本喜八
- にっぽん三銃士 博多帯しめ一本どっこの巻（1973年、東宝）※監督：岡本喜八
- ドン松五郎の生活（1986年、東宝）
- ヨコハマメリー（2006年、人人FILMS）

### ラジオ番組
- プレイボーイクラブ（TBSラジオ）
- ミッキー安川の「勝負」シリーズ（アール・エフ・ラジオ日本）
  - ミッキー安川のずばり勝負
  - ミッキー安川の朝まで勝負
  - ミッキー安川のオレンジマンデー
  - ミッキー安川のゴルフ放談
  - ミッキー安川の雑オロジー
  - ミッキー安川のスーパーフライデー
- ミッキー安川の健康談議
- ミッキー安川のヨコハマ今昔[14]

### CM
- 日本損害保険協会 自動車保険（ひとこと言わせてもらいます篇、1978年）[15]
- リコー教育機器 月刊マイ・ティーチャー エース（1978年）

## 著書
- 安川実『ふうらい坊留学記 : 日本青年、アメリカ西部を荒らす』〈カッパ・ブックス〉、光文社、1960年11月20日。　
  - のちミッキー安川『ふうらい坊留学記  50年代アメリカ、破天荒な青春』として中公文庫
- 安川実『南部へ行った留学生』〈リビングライブラリー〉、徳間書店、1962年12月20日。
- 『ヤレばやれるぞ 男心を泣かす本』（プレイブックス） 青春出版社, 1967
- 『男なら勝負しろ 強く、衝撃的に生きる本』徳間書店, 1968
- 『一度読む本 禁秘録』（プレイブックス） 青春出版社, 1968
- 『ぶれいボーイ見参』（プレイボーイ・ブックス） 集英社, 1969
- 『ヘコたれない本 図太く 平気で 大きく』（プレイブックス） 青春出版社, 1969
- 安川実『しるべのない道』（角川文庫）1975
- 『恐怖のニューヨーク』泰流社、1977年4月1日。
- 『ゴルフ・ゴルフ・ゴルフ』泰流社, 1977.5
- 『トラベル英語SOS Help me』（ワニの本. ベストセラーシリーズ） ベストセラーズ, 1980　のちワニ文庫
- 『ふうらい坊潜入記』サンケイ出版、1982年5月25日。
- 『マインド・ビルダーの本 オレの体験的人生ノート』（もっと、心のそばへ これでいいのか日本） いんなあとりっぷ社, 1994.3

## 関連人物
- 石原慎太郎
- 松野頼三
- 平沢勝栄
- 宮崎正弘
- 田中慶秋
- 大川健太郎
- リチャード・バーガー
- 須田哲夫[16]
- 吉田豪
- 小野ヤスシ
- 浅香光代
- ジェリー藤尾